# Jan de Natris
Johannes Daniel de Natris, plus connu sous le nom de Jan de Natris (né le 13 novembre 1895 à Amsterdam aux Pays-Bas, et mort le 16 septembre 1972 dans la même ville) est un footballeur international néerlandais, qui évoluait au poste d'attaquant. Il fait partie du Club van 100.

## Biographie

### Carrière en sélection
Avec l'équipe des Pays-Bas, il joue 23 matchs (pour 5 buts inscrits) entre 1920 et 1925. Il joue son premier match en équipe nationale le 5 avril 1920 contre le Danemark et son dernier le 25 octobre 1925 contre cette même équipe.
Il participe aux Jeux olympiques de 1920 organisés en Belgique puis à ceux de 1924 organisés en France. Il joue trois matchs lors du tournoi olympique de 1920 puis quatre lors du tournoi olympique de 1924. Il inscrit un but face à la Suède lors des JO de 1920, et un but face à la Roumanie lors des JO de 1924. Il remporte la médaille de Bronze en 1920.

## Palmarès
| Ajax Amsterdam - Championnat des Pays-Bas (2) : - Champion : 1917-1918 et 1918-1919. - Coupe des Pays-Bas (1) : - Vainqueur : 1916-1917. |  | Pays-Bas - Jeux olympiques : - Bronze : 1920. |